# Spilosoma heterogenea
Spilosoma heterogenea là một loài bướm đêm thuộc phân họ Arctiinae, họ Erebidae.